# Lewa - Lewa
Lewa - Lewa is een bestuurslaag in het regentschap Nias van de provincie Noord-Sumatra, Indonesië. Lewa - Lewa telt 1025 inwoners (volkstelling 2010).